# Dreaming Neon Black
Dreaming Neon Black ist das dritte Studioalbum der US-amerikanischen Progressive-Thrash-Metal-Band Nevermore. Es wurde am 25. Januar 1999 durch Century Media veröffentlicht.

## Entstehung und Stil
Dreaming Neon Black wurde mit Neil Kernon in Tornillo, nahe El Paso, Texas aufgenommen, im Studio Village Productions, ein Hazienda-ähnliches Gebäude in der Wüste. Das Album ist ein Konzeptalbum und handelt von einem Mann, der eine Frau verliert, die ihm sehr nahestand. Dabei sind die Songs teils ruhiger gehalten als auf dem Vorgänger The Politics of Ecstasy. Dreaming Neon Black wurde stilistisch als eine Mischung der ersten beiden Alben beschrieben. Das Artwork von Travis Smith war das erste, das dieser für die Band anfertigte.

## Rezeption
Das Album war Album des Monats im Magazin Rock Hard und in einigen anderen Magazinen, darunter der griechische Metal Hammer, Aardschok aus den Niederlanden und Metallian aus Frankreich. Das Rock Hard hörte „exakt jene qualitativ hochwertige metallische Breitseite, die man von Seattle’s Finest auch erwarten durfte.“ Allerdings wurde das „Fehlens eines wirklich herausragenden Songs“ moniert. Die Bewertung lag bei 8,5 von zehn.

## Titelliste
Alle Songs wurden von Nevermore geschrieben, alle Texte von Warrel Dane.
| Nr. | Titel                   | Länge |
| --- | ----------------------- | ----- |
| 1.  | Ophidian (Instrumental) | 0:46  |
| 2.  | Beyond Within           | 5:11  |
| 3.  | The Death of Passion    | 4:10  |
| 4.  | I Am the Dog            | 4:13  |
| 5.  | Dreaming Neon Black     | 6:26  |
| 6.  | Deconstruction          | 6:39  |
| 7.  | The Fault of the Flesh  | 4:54  |
| 8.  | The Lotus Eaters        | 4:25  |
| 9.  | Poison Godmachine       | 4:33  |
| 10. | All Play Dead           | 4:58  |
| 11. | Cenotaph                | 4:39  |
| 12. | No More Will            | 5:45  |
| 13. | Forever                 | 9:20  |

Anmerkung: Der Song Forever ist 2:35 Minuten lang, gefolgt von 6:35 Minuten Stille und einem 10-sekündigen Reprise des ersten Titels Ophidian.